# Euphoria (bài hát của Loreen)
Euphoria là một bài hát của nữ ca-nhạc sĩ người Thụy Điển Loreen. Bài hát được viết bởi Thomas G:son, Peter Boström và được sản xuất bởi Boström và SeventyEight. Euphoria được biết đến nhiều nhất là bài hát chiến thắng của Thụy Điển trong cuộc thi Eurovision Song Contest 2012 tổ chức ở Baku, Azerbaijan. Bài hát thắng cuộc thi với số điểm 372, số điểm cao thứ hai trong lịch sử cuộc thi (cho đến khi Ukraine thắng với 532 điểm năm 2016, nhưng theo một phương pháp tính điểm khác). Euphoria còn là bài hát có số nước cho điểm tối đa (12) nhiều nhất với 18 nước (kỉ lục cũ thuộc về Alexander Rybak với 16 nước năm 2009).
"Euphoria" nhận đón nhận rất tốt từ đa số nhà phê bình âm nhạc. Bài hát ngay lập tức thành công ở Thụy Điển và ở phần còn lại của châu Âu. Nó debut tại vị trí mười hai ở Thụy Điển, sau đó lên hạng một, ở đó trong sáu tuần. Bài hát đã được chứng nhận 9 lần bạch kim, với 360,000 bản bán ra.

## Danh sách bài hát
- CD đĩa đơn

1. "Euphoria" (Single version) – 3:00
2. "Euphoria" (Carli Remix version) – 5:44
3. "Euphoria" (Alex Moreno Remix version) – 6:39
4. "Euphoria" (Carli Dub version) – 5:44
5. "Euphoria" (Alex Moreno Remix radio edit) – 3:23
6. "Euphoria" (Carli Remix radio edit) – 3:50
7. "Euphoria" (Instrumental version) – 3:00

- Tải nhạc số

1. "Euphoria" (Single version) – 3:01
2. "Euphoria" (Karaoke version) – 3:01
3. "Euphoria" (Instrumental) – 2:59

- EP Kỹ thuật số – Remixes[3]

1. "Euphoria" (Carli Remix version) – 5:43
2. "Euphoria" (Alex Moreno Remix version) – 6:39
3. "Euphoria" (Alex Moreno Remix radio edit) – 3:24
4. "Euphoria" (Single version) – 3:01

- Remixes quảng bá chính thức

1. "Euphoria (Robin Rocks & Rubio Remix) 6:03
2. "Euphoria (Lucas Nord Remix) 6:01
3. "Euphoria (Lucas Nord Remix Radio Edit) 3:49
4. "Euphoria (Robin Rocks & Rubio Remix) [Radio Edit] 3:47
5. "Euphoria (Drumapella) 3:01
6. "Euphoria (Strings Version)	 3:00
7. "Euphoria (Alex Moreno Remix Radio Edit) 3:25
8. "Euphoria (Alex Moreno Remix) 6:40
9. "Euphoria (Martin Wik Remix) 3:20
10. "Euphoria (Carli Radio Remix) 3:16
11. "Euphoria (Carli Remix) 5:40
12. "Euphoria (Tiger & Wolf Remix) 6:43
13. "Euphoria (Stormby Radio Mix) 3:06
14. "Euphoria (Stormby Extended Mix) 5:49
15. "Euphoria (WaWa Radio Edit) 3:13
16. "Euphoria (Acoustic Strings Version) 4:39
17. "Euphoria (Acoustic Guitar Version) 3:43
18. "Euphoria (WaWa Club Mix) 6:07
19. "Euphoria (7th Heaven Club Mix) 8:41
20. "Euphoria (Instrumental) 3:04
21. "Euphoria (DJ Solovey Remix) 5:32
22. "Euphoria (Acapella Filtered) 3:01

## Xếp hạng và chứng nhận doanh số
| Bảng xếp hạng (2012–13)                                | Thứ hạng cao nhất |
| ------------------------------------------------------ | ----------------- |
| Úc (ARIA)                                              | 36                |
| Australia (ARIA Dance Chart)                           | 4                 |
| Áo (Ö3 Austria Top 40)                                 | 1                 |
| Bỉ (Ultratop 50 Flanders)                              | 1                 |
| Bỉ (Ultratop 50 Wallonia)                              | 14                |
| Bulgary (IFPI)                                         | 3                 |
| Croatia (HRT)                                          | 2                 |
| LỖI: PHẢI CUNG CẤP year CHO BẢNG XẾP HẠNG Cộng hòa Séc | 2                 |
| Đan Mạch (Tracklisten)                                 | 1                 |
| Estonia (Eesti Top 40)                                 | 1                 |
| Europe (Euro Digital Songs)                            | 1                 |
| Phần Lan (Suomen virallinen lista)                     | 1                 |
| Pháp (SNEP)                                            | 26                |
| Trường songid là BẮT BUỘC CHO BẢNG XẾP HẠNG ĐỨC        | 1                 |
| Greece Digital Songs (Billboard)                       | 1                 |
| Hungary (Rádiós Top 40)                                | 1                 |
| Hungary (Single Top 40)                                | 8                 |
| Iceland (Tonlist)                                      | 1                 |
| Ireland (IRMA)                                         | 1                 |
| Israel (Media Forest)                                  | 2                 |
| Ý (FIMI)                                               | 27                |
| Japan (Japan Hot 100)                                  | 98                |
| Luxembourg (Billboard)                                 | 1                 |
| Hà Lan (Single Top 100)                                | 2                 |
| Hà Lan (Dutch Top 40)                                  | 2                 |
| Moldova (Media Forest)                                 | 3                 |
| Na Uy (VG-lista)                                       | 1                 |
| Ba Lan (Polish Airplay Top 100)                        | 1                 |
| Portugal Digital Songs (Billboard)                     | 10                |
| Romania (Romanian Top 100)                             | 6                 |
| Russia (2M)                                            | 1                 |
| Slovakia (Rádio Top 100)                               | 1                 |
| Tây Ban Nha (PROMUSICAE)                               | 2                 |
| Thụy Điển (Sverigetopplistan)                          | 1                 |
| Thụy Sĩ (Schweizer Hitparade)                          | 1                 |
| Turkey (Number One Charts)                             | 8                 |
| Ukraine (FDR)                                          | 2                 |
| Anh Quốc Dance (OCC)                                   | 2                 |
| Anh Quốc (OCC)                                         | 3                 |

| Bảng xếp hạng (2012)               | Thứ hạng |
| ---------------------------------- | -------- |
| Austria (Ö3 Austria Top 40)        | 7        |
| Belgium (Ultratop 50 Flanders)     | 14       |
| Denmark (Tracklisten)              | 7        |
| Phần Lan (Suomen virallinen lista) | 1        |
| Germany (Media Control AG)         | 9        |
| Hungary (Rádiós Top 40)            | 19       |
| Netherlands (Dutch Top 40)         | 4        |
| Netherlands (Mega Single Top 100)  | 10       |
| Russia (2M)                        | 18       |
| Spain (PROMUSICAE)                 | 9        |
| Sweden (Digilistan)                | 1        |
| Switzerland (Schweizer Hitparade)  | 16       |

| Quốc gia                                                                           | Chứng nhận   | Số đơn vị/doanh số chứng nhận |
| ---------------------------------------------------------------------------------- | ------------ | ----------------------------- |
| Áo (IFPI Áo)                                                                       | Bạch kim     | 30.000*                       |
| Bỉ (BEA)                                                                           | Vàng         | 15.000*                       |
| Đan Mạch (IFPI Đan Mạch)                                                           | Bạch kim     | 30.000^                       |
| Phần Lan (Musiikkituottajat)                                                       | Bạch kim     | 11,760                        |
| Đức (BVMI)                                                                         | Bạch kim     | 500.000^                      |
| Ý (FIMI)                                                                           | Vàng         | 15.000*                       |
| Na Uy (IFPI)                                                                       | 11× Bạch kim | 110.000*                      |
| Tây Ban Nha (PROMUSICAE)                                                           | Bạch kim     | 40.000*                       |
| Thụy Điển (GLF)                                                                    | 10× Bạch kim | 200.000‡                      |
| Thụy Sĩ (IFPI)                                                                     | 2× Bạch kim  | 60.000^                       |
| Anh Quốc (BPI)                                                                     | Bạc          | 200.000^                      |
| * Chứng nhận dựa theo doanh số tiêu thụ. ^ Chứng nhận dựa theo doanh số nhập hàng. |              |                               |

## Lịch sử phát hành
| Quốc gia | Ngày                 | Định dạng   | Nhãn thu âm  |
| -------- | -------------------- | ----------- | ------------ |
| Thụy Sĩ  | 26 tháng 2 năm 2012  | Tải nhạc số | Warner Music |
| Ý        | 28 tháng 2 năm 2012  | Phát thanh  | Warner Music |
| Mỹ       | 29 tháng 5 năm 2012  | Tải nhạc số | Warner Music |
| Nhật Bản | 21 tháng 11 năm 2012 | Tải nhạc số | Warner Music |